# Avtandil Tchrikishvili
Avtandil Tchrikishvili (Géorgien: ავთანდილ ჭრიკიშვილი), né le 18 mars 1991, est un judoka géorgien en activité évoluant dans la catégorie des moins de 81 kg.

## Biographie
Aux Championnats du monde de judo 2013 à Rio de Janeiro, il remporte la médaille d'argent après avoir été battu en finale par le Français Loïc Piétri.

## Palmarès
| Année | Compétition           | Lieu           | Résultat | Catégorie      |
| ----- | --------------------- | -------------- | -------- | -------------- |
| 2013  | Championnats d'Europe | Budapest       | 1er      | Moins de 81 kg |
| 2013  | Championnats du monde | Rio de Janeiro | 2e       | Moins de 81 kg |
| 2014  | Championnats d'Europe | Montpellier    | 1er      | Moins de 81 kg |
| 2014  | Championnats du monde | Tcheliabinsk   | 1re      | Moins de 81 kg |
| 2015  | Championnats d'Europe | Bakou          | 1er      | Moins de 81 kg |